# Cupa României 1941/42
Der Cupa României im Jahr 1942 war das neunte Turnier um den rumänischen Fußballpokal. Sieger wurde zum sechsten Mal in Folge Rapid Bukarest, das sich im Finale am 9. August 1942 gegen Universitatea Sibiu durchsetzen konnte. Rapid stellte damit einen bis heute unerreichten Rekord auf.

## Modus
Es wurde zunächst jeweils nur eine Partie ausgetragen. Stand diese nach 90 Minuten unentschieden, folgte eine Verlängerung von 30 Minuten. Erst wenn diese ebenfalls unentschieden endete, wurde ein Rückspiel ausgetragen, um eine Entscheidung herbeizuführen. Endete auch das Rückspiel nach Verlängerung unentschieden, wurde so lange das Heimrecht getauscht, bis ein Sieger feststand.

## Sechzehntelfinale
| Datum        |                            | Ergebnis             |                           |
| ------------ | -------------------------- | -------------------- | ------------------------- |
| 14. Mai 1942 | Carmen Bukarest            | 3:1 (1:0)            | FC Brăila                 |
|              | Minerul Lupeni             | 5:1 (3:0)            | UM Cugir                  |
|              | Chinezul-CAM Timișoara     | 2:1 (0:0)            | CFR Timișoara             |
|              | Electrica Timișoara        | 4:3 (2:0)            | Crișana CFR Arad          |
|              | CFR Turnu Severin          | 7:0 (3:0)            | Oltul Turnu Măgurele      |
| 21. Mai 1942 | UA Brașov                  | 1:4 (0:2)            | Universitatea Sibiu       |
|              | Gloria CFR Galați          | 2:0 (0:0)            | FC Ploiești               |
| 24. Mai 1942 | Monitorul Oficial Bukarest | 2:1 n. V. (1:1, 0:0) | Vulturul de Mare Bukarest |

Die übrigen Mannschaften kamen kampflos in die nächste Runde.

## Achtelfinale
| Datum        |                            | Ergebnis  |                          |
| ------------ | -------------------------- | --------- | ------------------------ |
| 24. Mai 1942 | Gloria CFR Galați          | 0:1 (0:0) | Unirea Tricolor Bukarest |
|              | Universitatea Sibiu        | 2:1 (2:0) | Juventus Bukarest        |
|              | CFR Turnu Severin          | 0:1 (0:0) | Rapid Bukarest           |
| 25. Mai 1942 | Venus Bukarest             | 3:1 (1:0) | Sportul Studențesc       |
| 31. Mai 1942 | Mica Brad                  | 3:1 (2:0) | Minerul Lupeni           |
|              | Monitorul Oficial Bukarest | 0:6 (0:3) | Carmen Bukarest          |
|              | Chinezul-CAM Timișoara     | 7:1 (4:1) | Gloria Arad              |
|              | Electrica Timișoara        | 0:4 (0:1) | Ripensia Timișoara       |

## Viertelfinale
| Datum         |                        | Ergebnis             |                          |
| ------------- | ---------------------- | -------------------- | ------------------------ |
| 28. Juni 1942 | Mica Brad              | 2:1 (1:0)            | Ripensia Timișoara       |
|               | Venus Bukarest         | 4:2 n. V. (2:2, 1:2) | Carmen Bukarest          |
|               | Chinezul-CAM Timișoara | 2:5 (0:3)            | Universitatea Sibiu      |
|               | Rapid Bukarest         | 2:2 (2:1)            | Unirea Tricolor Bukarest |
| 17. Juli 1942 | Rapid Bukarest         | 1:0 (0:0)            | Unirea Tricolor Bukarest |

## Halbfinale
| Datum         |                     | Ergebnis  |                |
| ------------- | ------------------- | --------- | -------------- |
| 19. Juli 1942 | Rapid Bukarest      | 7:2 (1:2) | Venus Bukarest |
|               | Universitatea Sibiu | 4:1 (2:1) | Mica Brad      |

## Finale
| Paarung             | Rapid Bukarest – Universitatea Sibiu |
| Ergebnis            | 7:1 (1:0) |
| Datum               | 9. August 1942 |
| Stadion             | Stadionul Venus, Bukarest |
| Schiedsrichter      | Mihail Petrescu (Bukarest) |
| Tore                | 1:0 Radu Florian (16.) 2:0 Dan Gavrilescu (47.) 3:0 Dan Gavrilescu (52.) 4:0 Ioachim Moldoveanu (53.) 4:1 Olimpiu Medrea (63.) 5:1 Ștefan Filotti (75.) 6:1 Ștefan Filotti (77.) 7:1 Dan Gavrilescu (86.)  |
| Rapid Bukarest      | Róbert Szádowsky, Remus Ghiurițan, Johann Wetzer, Ion Costea, Gheorghe Rășinaru, Ioachim Moldoveanu, Ion Bogdan, Ștefan Filotti, Radu Florian, Dan Gavrilescu, Florea Tănăsescu Cheftrainer: Iuliu Baratky |
| Universitatea Sibiu | Aurel Boroș, Nicolae Bretoteanu, Mircea Medrea, Octavian Chirilă, Ovidiu Muscă, Dumitru Jifcovici, Moldoveanu, Coriolan Coman, Toni Dascălu, Olimpiu Medrea, Țăranu Cheftrainer: Maertens ( Österreich)    |